# El pequeño héroe y el tesoro de la luz
El pequeño héroe y el tesoro de la luz (también conocida simplemente como El pequeño héroe) fue una serie de animación de Uruguay producida por MTW Studios y transmitida por Canal 4 en el 2006 que recreaba a José Artigas junto a un grupo de amigos durante su infancia.

## Argumento
La animación trata de la historia ficticia de la infancia de José Artigas junto a su grupo de amigos. En la primera temporada la historia de fondo se centró en la búsqueda de un tesoro perdido del naufragio del barco «Nuestra Señora de la Luz». En la segunda temporada la trama giró en torno al mito del Luisón.
En la serie se retrataron aspectos como la diversidad cultural y étnica de la época en la Banda Oriental, los intereses políticos y económicos de la época e ilustraba a la sociedad oriental de la época. Además, transmitía los valores de José Artigas como protagonista y la idea de que cualquier niño puede ser un héroe sin necesidad de superpoderes.

## Personajes
Artigas y sus amigos
- José Artigas, niño criollo y prócer oriental
- Yamandú, niño charrúa
- Irupé, niña charrúa
- François, niño francés
- Amiri, niño africano

Otros personajes
- Tacuabé, cacique charrúa
- príncipe africano

## Producción
La producción de la primera temporada llevó 10 meses, con un costo estimado de 50 mil dólares estadounidenses. Se empleó como técnica de animación la tradicional de Disney de 24 cuadros full animation.

## Emisión
La serie de animación digital diseñada para emitirse en televisión se compone de 22 episodios de 5 minutos de duración. Se transmitió por la pantalla de Canal 4 de Montevideo (Montecarlo Televisión) a partir del 9 de octubre de 2006, con una frecuencia de tres veces por semana en la mañana con repetición en la tarde y los sábados en la mañana. Tras el pedido del público, se cambió el formato de emisión pasadas las primeras dos semanas, emitiéndose en cada ocasión de transmisión el episodio anterior y el correspondiente al día, por lo que la emisión de la serie se extendió a doce semanas de las siete en las que originalmente se iba a emitir. La emisión de la primera temporada terminó el 28 de diciembre de 2006.
La segunda temporada se emitió desde el 18 de junio al 9 de agosto de 2007 con el mismo formato de dos episodios por emisión.

## Premios
La serie fue galardonada en el 2006 con el Premio Tabaré que entrega el diario La República en la categoría de premio especial.

## Medios y mercadería
Junto con la emisión de la serie animada se puso a la venta mercadería asociada a la serie, como un juego de mesa y puzzle, una obra de teatro, un libro de cuentos y ejercicios. También se publicó un DVD con la serie completa y extras.